# L'Île des défis extrêmes
 (août 2024).
- Si vous ne connaissez pas le sujet, laissez ce bandeau (vous pouvez alors contacter les auteurs).
- Si vous supprimez le contenu mis en cause (vous pouvez préalablement contacter les auteurs),

argumentez précisément cette suppression dans la page de discussion
(un manque de référence n'est pas un argument ; une recherche réelle de référence doit avoir été effectuée, être formellement documentée).
Chronologie
Défis extrêmes : Action !
L'île des défis extrêmes (Total Drama Island) est la première saison de la série télévisée d'animation canadienne Défis extrêmes créée par Jennifer Pertsch et Tom McGillis, et produite par Fresh TV (en). Composée de 26 épisodes de 22 minutes et un épisode spécial de 60 minutes, elle a été diffusée entre le 8 juillet 2007 et le 4 janvier 2008 (et l'épisode spécial le 29 novembre 2008) sur Teletoon et Télétoon, et aux États-Unis entre le 5 juin 2008 et le 18 décembre 2008 sur Cartoon Network.
Cette série parodie l'émission Koh-Lanta, mais également d'autres émissions de télé-réalités célèbres comme Survivor, Fear Factor (en), Big Brother, etc.
La série a été redoublée en Belgique et diffusée sur La Trois, et en France sur Canal+, Télétoon+ et Netflix.

## Synopsis
22 candidats, tous au moins âgés de 16 ans, ont été auditionné pour participer à une émission de télé-réalité. Ils débarquent ainsi au camp Wawanakwa, situé sur une île perdue au fin fond des Laurentides (Ontario dans la version originale). Alors que les producteurs leur avaient promis qu'ils logeraient dans un hôtel 5 étoiles, les participants découvrent un village de vacances abandonné et une nourriture immangeable.
L'animateur (et producteur) de l'émission, Louis Mercier, les accueille et leur explique les règles du jeu : il s'agit de relever diverses sortes de défis périlleux, dangereux et parfois dégoutants. Les candidats sont répartis en deux équipes : « Malins rongeurs » (« Rongeurs Malins » en VF) et « Carpes de l'enfer ». À la fin de chaque défi, l'équipe perdante devra éliminer un de ses membres à la cérémonie du feu de camp où les gagnants recevront une guimauve, symbole de survie, tandis que le perdant devra se rendre sur « le quai de la honte » et embarquer à bord du « le bateau des losers » à destination de « Playa de Losers », quittant ainsi l'île et le jeu.
Vers le milieu de la compétition, les deux équipes seront dissoutes et les candidats ne doivent plus compter que sur eux-mêmes ou bien s'entraider en formant des alliances. À la fin, seuls deux candidats restent en lice pour affronter le défi le plus périlleux et remporter un chèque de 100 000 $.
Particularité de la série : les finalistes ne sont pas les mêmes dans tous les pays de diffusion de la série.

## Diffusion
| Saison | Épisodes | Pays       | Chaîne            | Diffusion du premier épisode | Diffusion du dernier épisode |
| ------ | -------- | ---------- | ----------------- | ---------------------------- | ---------------------------- |
| 1      | 27       | Canada     | Teletoon/Télétoon | 8 juillet 2007               | 29 novembre 2008             |
| 1      | 27       | États-Unis | Cartoon Network   | 5 juin 2008                  | 18 décembre 2008             |
| 1      | 27       | France     | Canal+            | 6 juin 2008                  | 27 janvier 2009              |

## Personnages
- Audrey (Courtney en VO)
- Berthe (Beth en VO)
- Brigitte (Bridgette en VO)
- DJ
- Édith (Izzy en VO)
- Eva
- Ézékiel
- Gontran (Owen en VO)
- Harold
- Hugo (Duncan en VO)
- J.F. (Geoff en VO)
- Joëlle (Gwen en VO)
- Jordy (Cody en VO)
- Justin
- Katrine (Katie en VO)
- Leshawna
- Loïc (Trent en VO)
- Lucas (Noah en VO)
- Marilou (Heather en VO)
- Sandrine (Sadie en VO)
- Simon (Tyler en VO)
- Tania (Lindsay en VO)

### Équipes
| Malins rongeurs | Carpes de l'enfer |
| --------------- | ----------------- |
| Bethe           | Audrey            |
| Edith           | Brigitte          |
| Gontran         | DJ                |
| Joëlle          | Eva               |
| Jordy           | Ézékiel           |
| Justin          | Harold            |
| Leshawna        | Hugo              |
| Loïc            | J.F.              |
| Lucas           | Katrine           |
| Marilou         | Sandrine          |
| Tania           | Simon             |

## Distribution

### Voix originales
- Christian Potenza : Chris McLean (Louis Mercier)
- Clé Bennett : Chef Hatchet / DJ
- Emilie-Claire Barlow : Courtney (Audrey)
- Sarah Gadon : Beth (Berthe)
- Kristin Fairlie : Bridgette (Brigitte)
- Katie Crown : Izzy (Édith)
- Sonja Ball : Eva
- Peter Oldring : Ézékiel / Cody (Jordy) / Tyler (Simon)
- Scott McCord : Owen (Gontran) / Trent (Loïc)
- Brian Froud : Harold
- Drew Nelson : Duncan (Hugo)
- Dan Petronijevic : Geoff (J.F.)
- Megan Fahlenbock : Gwen (Joëlle)
- Adam Reid : Justin
- Stephanie Anne Mills : Katie (Katrine) / Lindsay (Tania)
- Carter Hayden : Noah (Lucas)
- Rachel Wilson : Heather (Marilou)
- Novie Edwards : Leshawna
- Lauren Lipson : Sadie (Sandrine)

### Voix québécoises
- Lorna Gordon : Leshawna
- Benoît Éthier : Hugo (Duncan)
- Viviane Pacal : Marilou (Heather)
- Patrick Chouinard : Gontran (Owen)
- Julie Burroughs : Audrey (Courtney)
- Marika Lhoumeau : Berthe (Beth) / Brigitte (Bridgette)
- Hugolin Chevrette : Ézékiel / Simon (Tyler)
- Geneviève Cocke : Katrine (Katie) / Tania (Lindsay)
- Dominique Côté	: Harold
- Antoine Durand : Louis Mercier (Chris)
- Sébastien Delorme : Loïc (Trent) / Justin
- Widemir Normil : Chef / DJ
- Geneviève Désilets : Joëlle (Gwen)
- Élisabeth Lenormand : Édith (Izzy)
- Sébastien Rajotte : J.F. (Geoff)
- Camille Cyr-Desmarais : Eva / Sandrine (Sadie)
- Philippe Martin : Lucas (Noah) / Jordy (Cody)

 Source et légende : version québécoise (VQ) sur Doublage.qc.ca

### Voix belges francophones
- Laurent Vernin : Louis Mercier
- Jean-Michel Vovk : Chef Albert
- Prunelle Rulens : Audrey
- Dominique Wagner : Berthe
- Mélanie Dermont : Brigitte
- Claudio Dos Santos : DJ
- Cécile Florin : Édith
- Célia Torrens : Eva
- Pablo Hertsens : Ézékiel / Jordy
- Gauthier de Fauconval : Gontran
- Sébastien Hebrant : Harold
- Aurélien Ringelheim : Hugo
- Christophe Hespel : JF
- Nathalie Stas : Joëlle
- Mathieu Moreau : Justin
- Alice Ley : Katerine
- Annette Gatta : Leshawna
- Tony Beck : Loïc
- Alexandre Crépet : Lucas
- Alexandra Corréa : Marilou
- Élisabeth Guinand : Sandrine
- Antoni Lo Presti : Simon
- Véronique Fyon : Tania

Version Française : DUBBING BROTHERS
Adaptation : Emmanuelle Ogouz
Directrice de Plateau : Alice Ley

## Épisodes
| № | #  | Titre                                                                           | Réalisation                     | Scénario | Diffusion canadienne | Diffusion américaine | Diffusion française | Code de prod. |
| --- | -- | ------------------------------------------------------------------------------- | ------------------------------- | -------- | -------------------- | -------------------- | ------------------- | ------------- |
| 1 | 1  | On campe ou on décampe ? - 1re partie Not So Happy Campers – Part 1             | Jennifer Pertsch                |          | 8 juillet 2007       | 5 juin 2008          | 6 juin 2008         | 101           |
| Vingt-deux nouveaux campeurs arrivent au Camp Wawanakwa et devront se battre dans des épreuves dangereuses pour remporter la somme de cent-mille dollars. Deux équipes sont formées, les Malins Rongeurs composés de Berthe, Édith, Gontran, Joëlle, Jordy, Justin, Leshawna, Loïc, Lucas, Marilou et Tania ; et les Carpes de l'enfer qui ont pour membres, Audrey, Brigitte, DJ, Eva, Ézékiel, Harold, Hugo, J.F., Katrine, Sandrine et Simon. |    |                                                                                 |                                 |          |                      |                      |                     |               |
| 2 | 2  | On campe ou on décampe ? - 2e partie Not So Happy Campers – Part 2              | Jennifer Pertsch                |          | 8 juillet 2007       | 12 juin 2008         |                     | 102           |
| Les deux équipes s'affrontent dans leur tout premier défi : sauter d'une falaise de mille pieds (environ trois cents mètres) dans une petite zone de sécurité entourée d'eaux infestées de requins, puis construire un jacuzzi en bois. Une équipe se lie assez rapidement tandis que l'autre a du mal à coopérer. En fin de compte, les Carpes de l'enfer perdent la partie, mais les remarques sexistes d'Ézékiel ont poussé l'équipe à l'éliminer. |    |                                                                                 |                                 |          |                      |                      |                     |               |
| 3 | 3  | Le gros dodo The Big Sleep                                                      | Nicole Demerse                  |          | 15 juillet 2007      | 19 juin 2008         |                     | 103           |
| Les deux équipes s'affrontent dans plusieurs défis, dont une course d'une vingtaine de kilomètres ; avant de se remplir l'estomac ; avant d'effectuer des nuit blanches consécutives, la règle étant que le dernier candidat qui s'endort fait remporter l'immunité à son équipe. Lors du défi, Gontran ayant trop d'hallucinations s'écroule, Justin se maquille pour tricher mais se fait démasquer deux jours plus tard et Loïc s'écroule après plus de 80 heures debout laissant seule Joëlle. Finalement, Hugo part aux toilettes et est retrouvé endormi, donnant finalement la victoire à l'équipe de Joëlle. Après le défi, s'étant rendu compte que son lecteur MP3 avait disparu, Eva a saccagé la cabane des Carpes de l'enfer mais c'est Marilou (des Malins Rongeurs) qui l'avait volé pour monter les Carpes les uns contre les autres. Les autres, en pensant qu'Eva les avaient accusés, ont voté contre elle. |    |                                                                                 |                                 |          |                      |                      |                     |               |
| 4 | 4  | Ballon brailleur Dodgebrawl                                                     | Alex Nussbaum                   |          | 22 juillet 2007      | 26 juin 2008         |                     | 104           |
| Les deux équipes s'affrontent dans un défi de Balle aux prisonniers, les règles sont basés de ce dernier jeu, mais avec de nombreux inconvénients, forçant ainsi les lanceurs à sortir si leur adversaires rattrapent la balle ou s'ils abandonnent la balle de leur mains. Alors que les Malins Rongeurs mènent par deux manches d'écart, les Carpes de l'enfer parviennent à faire réveiller Hugo qu'il leur donne un plan, celui de viser le même adversaire et revenir a égalité. Alors que tout semble joué lors de la manche décisive, Harold rattrape la balle et fait gagner son équipe. Lucas est éliminé pour n'avoir pas encouragé ses coéquipiers et n'avoir pas voulu participer au défi. |    |                                                                                 |                                 |          |                      |                      |                     |               |
| 5 | 5  | Pas fameux Not Quite Famous                                                     | Jennifer Cowan                  |          | 29 juillet 2007      | 3 juillet 2008       |                     | 105           |
| Inspiré d'émission "America's Got Talent", les équipes devront envoyer leur candidats pour monter leur talents, évidement, les choses ne se passent pas comme prévu, Brigitte rate sa prestation et salie avec son vomi Katrine et Sandrine, DJ casse son skateboard, et Marilou va préférer lire le journal intime de Joëlle plutôt que de participer au défi. Alors que tout semble perdu, Harold sort de manière inattendue des compétences incroyables de beatbox et donne la victoire à son équipe. Marilou achète certains de ses autres coéquipiers pour qu'ils votent contre Justin. Pour se venger, Joëlle infecte le lit de Marilou avec les cafards d'Harold. |    |                                                                                 |                                 |          |                      |                      |                     |               |
| 6 | 6  | Le Plein Air Plate The Sucky Outdoors                                           | Jennifer Pertsch                |          | 5 août 2007          | 10 juillet 2008      |                     | 106           |
| Les deux équipes doivent passer une nuit entière seules dans les bois. Katrine et Sandrine se perdent et entament une bagarre qui met en péril leur amitié, Édith fait une farce à son équipe. Parmi tous ces événements, un malheureux orage commence, laissant les deux équipes sans aucun abri. Finalement les deux équipes franchissent la ligne d'arrivée, les Carpes de l'enfer arrive première mais incomplète, ce qui provoque la défaite de cette dernière. Les carpes décident de mettre fin à l'aventure de Katrine, laissant Sandrine bouleversée. |    |                                                                                 |                                 |          |                      |                      |                     |               |
| 7 | 7  | Le Facteur Phobie Phobia Factor                                                 | Shelley Scarrow                 |          | 12 août 2007         | 17 juillet 2008      |                     | 107           |
| Après le conseil, les deux équipes discutent par rapport à leur phobies, sans se rendre compte que les candidats vont devoir les surmonter le lendemain, si certains parviennent à les surmonter, d'autres échouent. Simon a été éliminé car il n'a pas réussi à surmonter sa phobie des poules, alors qu'il quitte l'île, des poules s'invitent dans le bateau chargé d'emmener Simon sur l'île des Losers. |    |                                                                                 |                                 |          |                      |                      |                     |               |
| 8 | 8  | L'île des morts Up the Creek                                                    | Alex Nussbaum                   |          | 19 août 2007         | 24 juillet 2008      |                     | 108           |
| Les deux équipes emmènent leurs canoës sur une île voisine et construisent des feux de sauvetage. Loïc et Joëlle se rapprochent grâce à l'intervention de Jordy, tandis qu'un partenariat improbable gagne finalement pour son équipe. Dans le même temps, Brigitte commence à rendre les sentiments de son béguin malgré le cadeau séveux qu'il lui a fait. Inconsciente des conséquences, Berthe ramasse une statuette maudite. C'est finalement "les Carpes de l'enfer" qui remporte l'immunité tandis que qu'Edith est arrêtée par la police, cette dernière a dû s'enfuir pour leur échapper. |    |                                                                                 |                                 |          |                      |                      |                     |               |
| 9 | 9  | Un chasseur sachant chasser Paintball Deer Hunter                               | Shelley Scarrow                 |          | 26 août 2007         | 31 juillet 2008      |                     | 109           |
| Les deux équipes s'affrontent dans une compétition de paintball, les membres de chaque équipe étant divisés en "chasseurs" et "cerfs". Berthe se dresse contre Marilou, ce qui fait perdre son équipe. De plus, Jordy ayant été violemment mutilé par un ours a été éliminé car n'étant plus utile pour l'équipe. |    |                                                                                 |                                 |          |                      |                      |                     |               |
| 10 | 10 | Craquer sous pression If You Can't Take the Heat...                             | Alex Ganetakos                  |          | 2 septembre 2007     | 7 août 2008          |                     | 110           |
| Les deux équipes s'affrontent dans un défi culinaire. Harold va commencer par se faire harceler par Hugo, DJ et J.F. pour des causes d'hygiène. Pendant ce temps, dans l'autre équipe, le conflit entre Leshawna et Marilou atteint un point d'ébullition lorsque cette dernière appelle le rôle de leader pour le défi. Les Malins Rongeurs finissent par enfermer Marilou dans le réfrigérateur. Leur négligence dans le défi les fait perdre face à l'équipe la mieux organisée. En fin de compte, Berthe est éliminée de la compétition pour avoir rapportée une statuette maudite. Le lendemain, Harold se réveille nu devant les filles du camp, et trois garçons faisant du canoë, Harold jure qu'il ne laissera plus traîner ses sous-vêtements. |    |                                                                                 |                                 |          |                      |                      |                     |               |
| 11 | 11 | En qui avoir confiance ? Who Can You Trust ?                                    | Alex Nussbaum                   |          | 9 septembre 2007     | 14 août 2008         |                     | 111           |
| Les deux équipes sont soumises aux tests ultimes de confiance, opposant des ennemis mortels et des relations potentielles. DJ compte sur J.F. pour s'occuper de son animal de compagnie, mais J.F. ne remplit pas ses fonctions. Mais, grâce à une faveur inattendue d'Hugo, l'animal va bien - pour autant qu'ils le sachent. Les Carpes de l'enfer devaient remporter leur quatrième immunité à la suite mais DJ a levé le bandeau pendant quelques secondes provoquant la défaite des siens, Sandrine est éliminée après qu'Audrey ait convaincue toute son équipe de l'éliminer. Après l'élimination de Sandrine, elle évoque que les guimauves font "grossir et peuvent s'y étouffer avec" et part en pleurant, bien qu'elle soit bientôt réunie avec Katrine. |    |                                                                                 |                                 |          |                      |                      |                     |               |
| 12 | 12 | Formation de base Basic Straining                                               | Jennifer Pertsch                |          | 16 septembre 2007    | 21 août 2008         |                     | 112           |
| Le chef oblige les équipes à franchir plusieurs obstacles difficiles conçus pour pousser les campeurs à leurs limites. Hugo va trop loin et finit par être envoyé au hangar à bateaux en déclenchant un conflit avec Chef. Là, il rencontre Audrey, qui n'est pas tout à fait son contraire comme on le pensait auparavant. Harold a obtenu le plus de votes, mais a trafiqué les votes, éliminant Audrey pour se venger de toutes les humiliations endurées par Hugo. |    |                                                                                 |                                 |          |                      |                      |                     |               |
| 13 | 13 | Torture X-trême X-Treme Torture                                                 | Erika Strobel                   |          | 23 septembre 2007    | 28 août 2008         |                     | 113           |
| Les campeurs sont invités à participer à un défi de surmonter une série de trois sports extrêmes : le premier consiste à sauter d'un avion et de tomber sur un canapé. DJ pousse accidentellement Loïc qui s'écrase sur le sol. DJ, cependant, parvient à tomber sur le canapé. La deuxième partie du défi consiste à faire du rodéo sur un élan pendant environ 8 secondes. J.F. est le premier, mais en ôtant ses sous-vêtements, il exaspère l'élan, qui l'envoie dans un tas de chaussettes sales. Leshawna, cependant, réussit à rester sur l'élan pendant 8 secondes. Le dernier sport est du ski nautique sur boue. Une personne de chaque équipe doit monter sur un jet-ski à boue et attraper des drapeaux pour faire gagner son équipe. Harold allait gagner, mais alors que Marilou voulait couper la corde d'Harold, une branche a arraché son soutien-gorge et a laissé apparaître ses seins, Harold se fait évidemment distraire et finit sa course contre un rocher. Tania fait gagner son équipe malgré le fait que Hugo heurte un rocher et termine dans un arbre. Les Malins Rongeurs reçoivent alors une douche gratuite. Pendant le déjeuner, cependant, le chef avait trouvé un poème d'amour qui finit dans les mains de Joëlle qui pensait que Loïc lui avait écrit et Brigitte pensait que c'était J.F.. Brigitte et Joëlle se disputent entre elles pour savoir qui est l'auteur. Lors de la cérémonie du feu de camp, Harold est éliminé car il a perdu le défi de ski nautique. Mais avant de partir, il révèle qu'il a écrit des lettres d'amour à Leshawna et ils s'embrassent sur le quai de la honte. Peu de temps après, elle découvre que Harold a vu les seins de Marilou et se met en colère en pensant qu'elle l'a fait exprès. |    |                                                                                 |                                 |          |                      |                      |                     |               |
| 14 | 14 | Brunch dégueu Brunch of Disgustingness                                          | Alex Nussbaum                   |          | 30 septembre 2007    | 4 septembre 2008     |                     | 114           |
| Louis fait dissoudre les équipes et établissent la division des concurrents entre filles et garçons. Les disputes font rage entre Marilou et Leshawna. Brigitte est obligée de choisir un camp et choisit celui de Leshawna et Joëlle. Les garçons, eux, sont beaucoup plus en accord entre eux. Le défi de la semaine est un brunch dégeu, repas de neuf plats de spécialités locales de différents pays. L'équipe qui parvient à manger le plus de plats gagne un séjour de trois jours sur un yacht de luxe. Les candidats sont obligés de manger des testicules de taureau, des vers spaghettis, une pizza aux méduses et sauterelles et à la sauce urine d'anchois. Brigitte et DJ refusent de manger un hot-dog de dauphin, car l'une est végétarienne et l'autre trouve que c'est illégal de tuer et manger un dauphin. Gontran et Leshawna doivent boire des tasses contenant du jus de cafard. À la fin, Gontran gagne pour les garçons qui embarquent à la fin à bord du yacht pour leur croisière de luxe. |    |                                                                                 |                                 |          |                      |                      |                     |               |
| 15 | 15 | Ayoye môman No Pain, No Game                                                    | Erika Strobel                   |          | 7 octobre 2007       | 11 septembre 2008    |                     | 115           |
| Après que les garçons reviennent de leur croisière, Louis annonce que les équipes sont officiellement dissoutes, cela signifie que chaque campeur joue lui-même. Louis fait également revenir illégalement Édith, qui était en réalité toujours sur l'île et Eva qui est toujours en colère contre ses anciens coéquipiers et semble en vouloir particulièrement à Brigitte. Le défi consiste à faire tourner la roue de l'infortune et de résister au moins 10 secondes à un défi. Le gagnant gagne une caravane de luxe. Les perdants sont enfermés dans des piloris. Durant le défi, Brigitte ne veut pas prendre un bain de sangsues et laisse J.F. se sacrifier, ce dernier ne parvient pas à tenir 10 secondes piles et est éliminé ; Édith dans sa folie s'éliminera elle-même du défi. À la fin, Leshawna et Eva sont les dernières candidates encore en course et Leshawna doit battre un ours, champion de rondin. Leshawna parvient à gagner et reçoit l'immunité et la caravane. Eva est de nouveau éliminée car elle faisait peur à tout le monde. |    |                                                                                 |                                 |          |                      |                      |                     |               |
| 16 | 16 | Fouille et dépouille Search & Do Not Destroy                                    | Alex Nussbaum                   |          | 14 octobre 2007      | 18 septembre 2008    |                     | 116           |
| Louis annonce aux candidats qu'ils vont participer à une chasse au trésor. Chacun d'eux doivent chercher des clés dans différents d'endroits (parfois dangereux) pour ouvrir les coffres, Après avoir trouvé une clé, Loïc va donner un coup de main à Joëlle qui a des difficultés, et avoue qu'il est fou d'elle ; Marilou monte un stratagème en embrassant Loïc devant Joëlle. Leshawna ayant entendu le secret de Joëlle, va demander aux autres candidats d'éliminer son ennemie jurée. Alors que certains trouvent des trésors grâce à leur clés plus ou moins satisfaisants, Marilou obtient une carte d'unanimité. Ne pouvant pas l'éliminer, les candidats reportent leur votes sur Loïc, qui s'en va, après d'avoir fait ses adieux à Joëlle. |    |                                                                                 |                                 |          |                      |                      |                     |               |
| 17 | 17 | Sauve qui peut Hide & Be Sneaky                                                 | Tom McGillis                    |          | 21 octobre 2007      | 25 septembre 2008    |                     | 117           |
| Les campeurs jouent à un jeu extrême de cache-cache avec le chef, qui les traque un par un avec un énorme pistolet à eau. Certains campeurs commencent une alliance alors que les autres campeurs sont lentement traqués. En raison de Leshawna se cachant sous l'eau et Marilou aidant le chef à trouver les autres candidats, les deux ont gagné l'immunité. Les garçons font ensuite alliance pour éliminer Brigitte puisqu'elle représentait une menace à cause de ses efforts, une fois Brigitte éliminée, J.F. lui avoue qu'il l'adore et qu'il ne votera jamais contre elle. Cette conversation coûte cher pour J.F. qui est forcé de dormir dehors, perché sur un arbre à l'envers. |    |                                                                                 |                                 |          |                      |                      |                     |               |
| 18 | 18 | Mauvaise mine That's off the Chain !                                            | Erika Strobel                   |          | 28 octobre 2007      | 2 octobre 2008       |                     | 118           |
| Alors que les campeurs construisent leurs propres vélos en utilisant des fournitures provenant d'un tas de vieilles pièces de vélo, puis les font courir dans un dangereux cross à moteur, Édith emmène Leshawna qui n'a jamais appris à construire ou à faire du vélo lors d'une balade joyeuse. Finalement, Marilou remporte l'immunité et Tania finit deuxième, mais comme Gontran et Hugo n'ont pas pu franchir la ligne d'arrivée, Tania a été éliminée, ce qui pousse cette dernière a insulter Marilou. |    |                                                                                 |                                 |          |                      |                      |                     |               |
| 19 | 19 | Est-ce qu'on est le 13 aujourd'hui ? Hook, Line & Screamer                      | Erika Strobel                   |          | 4 novembre 2007      | 9 octobre 2008       |                     | 119           |
| Les campeurs relèvent un défi où ils sont obligés de survivre à un véritable film d'horreur. Un "tueur psychopathe" les élimine un par un à l'exception d'Hugo qui parvient a démasquer le Chef. Cependant, le défi prend une tournure effrayante lorsque Joëlle rencontre le vrai tueur. À la fin, DJ est éliminé car il a été effrayé par le masque de Marilou, alors que le Chef ne l'a jamais capturé. |    |                                                                                 |                                 |          |                      |                      |                     |               |
| 20 | 20 | Wawanakwa en délire Wawanakwa Gone Wild !                                       | Shelley Scarrow                 |          | 11 novembre 2007     | 16 octobre 2008      |                     | 120           |
| Les campeurs s'affrontent dans un défi où ils doivent piéger un animal. Joëlle reçoit un délicieux repas en récompense pour avoir attrapé l'animal en premier, tandis qu'Hugo et Marilou forment une alliance temporaire. Gontran finit par avoir beaucoup de malchance, Le chef et Marilou se font tirer accidentellement par Edith qui les avait pris pour un vrai chevreuil, ce qui l'a poussé à la sortie. |    |                                                                                 |                                 |          |                      |                      |                     |               |
| 21 | 21 | Triage au triathlon Trial by Tri-Armed Triathlon                                | Shelley Scarrow                 |          | 18 novembre 2007     | 23 octobre 2008      |                     | 121           |
| Les six derniers campeurs sont répartis en trois paires et doivent relever divers défis en travaillant en équipe. En fin de compte, c'est la paire Hugo-Joëlle qui remporte le défi, c'est J.F. qui est éliminé car sa bonne humeur représentait un danger pour le vote final. |    |                                                                                 |                                 |          |                      |                      |                     |               |
| 22 | 22 | La vie après le quai de la honte Haute Camp-ture                                | Alex Nussbaum                   |          | 25 novembre 2007     | 30 octobre 2008      |                     | 122           |
| Louis visite la luxueuse Playa Des Losers et rattrape les concurrents précédemment éliminés. Après avoir pris connaissance de leurs réflexions sur les cinq derniers, il révèle une tournure choquante dans laquelle les candidats éliminés voteront contre le prochain campeur. Les candidats éliminés ne se rendront pas compte que quand ils épellent un candidat encore en liesse, ce dernier comptait comme un vote et à cause de ce système, Leshawna rejoint accidentellement Playa des Losers. |    |                                                                                 |                                 |          |                      |                      |                     |               |
| 23 | 23 | Camp des naufragés Camp Castaways                                               | Erika Strobel                   |          | 3 décembre 2007      | 6 novembre 2008      |                     | 123           |
| Après une énorme inondation, les campeurs s'envolent vers une "île déserte" et tentent de se débrouiller seuls tout en faisant face aux dangers qui s'y trouvent, tout en s'endurant les uns les autres. Pendant ce temps, les hôtes passent une journée de détente sur la même île. Alors que les quatre derniers sont séparés au début, ils finissent par se retrouver, mais lors de la distribution de guimauves, Hugo se plaint que le nombre de guimauves est égal aux nombres de candidats restants sans savoir qu'il y en avait un cinquième, Louis élimine "M. Noix de coco" et provoque la dépression de Gontran. |    |                                                                                 |                                 |          |                      |                      |                     |               |
| 24 | 24 | A-trappe nigaud Are We There Yeti ?                                             | Alex Nussbaum                   |          | 10 décembre 2007     | 13 novembre 2008     |                     | 124           |
| Les campeurs se réveillent en pleine nature. Le défi consiste à retourner au camp et à taguer un totem. Les garçons sont dans une équipe tandis que les filles sont dans l'autre. Puisque Louis est absent pour la journée, le chef prend la relève en tant qu'hôte. En fin de compte, les habitudes alimentaires de Gontran le distraient et permettent aux filles de remporter le défi. Le chef élimine Hugo car il ne pouvait plus le supporter à cause des troubles qu'il avait enduré dans toute la saison. |    |                                                                                 |                                 |          |                      |                      |                     |               |
| 25 | 25 | Ultime défi ou vérité I Triple Dog Dare You !                                   | Erika Strobel                   |          | 16 décembre 2007     | 20 novembre 2008     |                     | 125           |
| Les trois derniers campeurs doivent participer à une série de défis inventés par les campeurs éliminés, le premier campeur à refuser un défi étant automatiquement éliminé. Joëlle et Gontran forment une alliance pour vaincre Marilou. Finalement, Marilou perd le défi de Tania, se faire raser les cheveux, elle n'a pas entièrement été rasée et a été éliminée. |    |                                                                                 |                                 |          |                      |                      |                     |               |
| 26 | 26 | C'est presque fini ! The Very Last Episode, Really !                            | Jennifer Pertsch                |          | 4 janvier 2008       | 27 novembre 2008     | 27 janvier 2009     | 126           |
| Gontran et Joëlle participent à un dernier défi pour le grand prix, tous les campeurs précédemment éliminés revenant pour regarder. Après une course remplie de sabotage, de chagrin et de brownies, Gontran remporte la compétition. Dans la version alternative, c'est Joëlle qui gagne. |    |                                                                                 |                                 |          |                      |                      |                     |               |
| 27 | 27 | L'île des défis extrêmes extrêmes extrêmes Total Drama Drama Drama Drama Island | Jennifer Pertsch & Tom McGillis |          | 4 janvier 2008       | 27 novembre 2008     |                     | 126           |
| Louis lance un dernier défi pour tous les concurrents, les forçant à former leurs propres équipes respectives et à participer à une chasse totale et sans règles pour un million de dollars ! Cependant, après une série d'événements imprévisibles et incontrôlables, l'argent est mangé par un requin, provoquant ainsi une deuxième saison. |    |                                                                                 |                                 |          |                      |                      |                     |               |

## Classement
| Place | Nom                                  | Équipe            |           | Épisode                                  | Raisons de l'élimination | Statut des équipes     |
| ----- | ------------------------------------ | ----------------- | --------- | ---------------------------------------- | --- | ---------------------- |
| 22e   | Ézékiel                              | Carpes de l'enfer | Éliminé   | On campe ou on décampe, partie 2         | Il a participé au défi, seulement il a dégouté Brigitte et Audrey en se curant le nez et s'est mis à dos le reste de son équipe pour avoir dit certains propos sexistes auprès de certaines filles "Les mecs sont plus forts et meilleurs en sport que les nanas" | Équipes non-fusionnées |
| —     | Eva                                  | Carpes de l'enfer | Éliminée  | Le gros dodo Retour dans Ayoye môman.    | Elle a accusé son équipe de lui avoir volé son MP3 et a saccagé leur cabane. C'était en fait Marilou qui l'avait volé pour monter les Carpes les uns contre les autres. Les autres, en pensant qu'Eva les avaient accusés, ont voté contre elle. | Équipes non-fusionnées |
| 21e   | Lucas                                | Malins rongeurs   | Éliminé   | Ballon brailleur                         | Il n'a pas encouragé son équipe et n'a pas voulu participer au défi de plus, une fois le défi perdu, il a rabaissé ses coéquipiers devant Louis. | Équipes non-fusionnées |
| 20e   | Justin                               | Malins rongeurs   | Éliminé   | Pas fameux                               | Pour se sauver de l'élimination, Marilou a convaincu Édith, manipulé Tania et Berthe (car elles font partie de son alliance) et acheté Gontran avec du gâteau afin de voter contre Justin. | Équipes non-fusionnées |
| 19e   | Katrine                              | Carpes de l'enfer | Éliminée  | Le Plein Air plate                       | Elle et Sandrine ont été séparées de leur équipe pour avoir été distraites par un buisson de myrtilles, elles se sont perdues dans les bois et ont causé la défaite de leur équipe car même si l'équipe des Carpes est arrivée 1re, elle était incomplète. | Équipes non-fusionnées |
| 18e   | Simon                                | Carpes de l'enfer | Éliminé   | Le Facteur Phobie                        | Il n'a pas réussi à surmonter sa phobie des poules et a provoqué la défaite de son équipe. | Équipes non-fusionnées |
| —     | Édith                                | Malins rongeurs   | Abandon   | L'île des morts Retour dans Ayoye môman. | Juste avant la cérémonie du feu, la police est arrivée et Édith a dû quitter le jeu pour leur échapper. | Équipes non-fusionnées |
| 17e   | Jordy                                | Malins rongeurs   | Éliminé   | Un chasseur sachant chasser              | Il s'est fait massacrer par un ours pendant le défi de la chasse au chevreuils et s'est retrouvé en chaise roulante avec le corps entièrement dans le plâtre, il ne pouvait plus être utile à l'équipe. | Équipes non-fusionnées |
| 16e   | Berthe                               | Malins rongeurs   | Éliminée  | Craquer sous pression                    | 2 épisodes auparavant, elle a ramené une statuette de l'île du squelette (sans savoir qu'il ne fallait rien ramener de l'île). Les Rongeurs malins l'ont découvert après avoir perdu le défi, et l'ont éliminé car ils avaient peur que Berthe ait attiré le mauvais œil. | Équipes non-fusionnées |
| 15e   | Sandrine                             | Carpes de l'enfer | Éliminée  | En qui avoir confiance ?                 | DJ a fait perdre le défi à son équipe face à Leshawna et Joëlle : lors du défi de la descente de luge à l'aveugle, les deux équipes doivent faire la course sur une luge, l'un avec les yeux bandés. Mais pendant la course, DJ a levé le bandeau. Même si DJ et J.F. sont arrivés les premiers, ils ont été déclarés derniers de la course et l'équipe des Rongeurs malins remporte l'immunité. Quant à Sandrine, elle n'a pas remporté le défi du Guillaume Tell à l'aveugle et a fait tomber Audrey dans les pommes ; celle-ci l'a alors fait éliminer pour se venger. | Équipes non-fusionnées |
| 14e   | Audrey                               | Carpes de l'enfer | Éliminée  | Formation de base                        | Harold a remplacé le contenu de l'urne par des bulletins de vote « Audrey » pour se venger de toutes les humiliations que lui avait fait enduré Hugo. | Équipes non-fusionnées |
| 13e   | Harold                               | Carpes de l'enfer | Éliminé   | Torture X-trême                          | Il a perdu le défi car il a été distrait en voyant accidentellement les seins de Marilou. | Équipes non-fusionnées |
| 12e   | Eva                                  | Carpes de l'enfer | Éliminée  | Ayoye môman                              | Elle a voulu se venger de Brigitte alors tout le monde l'a éliminée pour sauver Brigitte. | Équipes fusionnées     |
| 11e   | Loïc                                 | Malins rongeurs   | Éliminé   | Fouille et dépouille                     | Marilou a monté un stratagème qui visait à casser une potentielle alliance en embrassant Loïc devant Joëlle. Leshawna a alors convaincu tout le monde de voter contre Marilou, mais cette dernière ayant remporté l'immunité, les autres n'ont pas eu le choix et ont reporté leur vote sur Lui. | Équipes fusionnées     |
| 10e   | Brigitte                             | Carpes de l'enfer | Éliminée  | Sauve qui peut                           | Les garçons ont formé une alliance et ont voté contre Brigitte car elle était la plus intelligente, la plus sportive, la plus dangereuse et elle avait le plus de chances gagner. Étant amoureux d'elle, J.F. n'a pas voté contre elle. | Équipes fusionnées     |
| 9e    | Tania                                | Malins rongeurs   | Éliminée  | Mauvaise mine                            | Marilou l'a manipulée pour finir la course la première. Tania a, quant à elle, terminé deuxième mais comme les autres n'ont pas pu franchir la ligne d'arrivée, elle a été déclarée dernière et a donc été éliminée. | Équipes fusionnées     |
| 8e    | DJ                                   | Carpes de l'enfer | Éliminé   | Est-ce qu'on est le 13 aujourd'hui ?     | Il a montré à tout le monde qu'il avait peur pour un rien. Le tueur (le chef Albert pour ce défi) n'a même pas eu à l'approcher : il s'est enfui après avoir été effrayé par le masque de beauté vert de Marilou. | Équipes fusionnées     |
| 7e    | Édith                                | Malins rongeurs   | Éliminée  | Wawanakwa en délire !                    | Elle a été incapable d'attraper l'animal qui lui avait été demandé (un chevreuil). Elle a tiré sur tout ce qui bougeait autour d'elle : le chef Albert, une licorne, un avion et Marilou (qu'elle a prise pour un vrai chevreuil) en leur tirant des flèches anesthésiantes. | Équipes fusionnées     |
| 6e    | J.F.                                 | Carpes de l'enfer | Éliminé   | Triage au triathlon                      | Il a été éliminé à cause de sa bonne humeur qui faisait de lui un danger pour le vote final. | Équipes fusionnées     |
| 5e    | Leshawna                             | Malins rongeurs   | Éliminée  | La vie après le quai de la honte         | Quasiment tous les campeurs de la plage des Losers, tous les éliminés, ont voté sans le vouloir pour que Leshawna parte de l'île des défis extrêmes et vienne les rejoindre à Playa de Losers. | Équipes fusionnées     |
| 4e    | Hugo                                 | Carpes de l'enfer | Éliminé   | A-trappe nigaud                          | Gontran lui a fait perdre le défi : au lieu de toucher le totem, il a préféré manger les muffins du chef. À la cérémonie du feu de camp, le chef l'a éliminé car il ne pouvait plus le supporter à cause des troubles qu'il avait causés tout au long de la saison. | Équipes fusionnées     |
| 3e    | Marilou                              | Malins rongeurs   | Troisième | Ultime défi ou vérité                    | Elle a perdu le défi lancé par Tania : se faire raser la tête par le chef ; elle n'a pas été entièrement rasée et finit donc sur le podium. Elle remporte néanmoins le record de victoires individuelles. | Équipes fusionnées     |
| 2e    | Joëlle ou Gontran (selon la version) | Malins rongeurs   | Deuxième  | C'est presque fini !                     | Elle a perdu la dernière partie de la course contre Gontran à cause des brownies d'Édith qui ont redonné à Gontran la force de courir. Fin alternative : Loïc lui a remotivé à finir la course, elle a profité de ce que Gontran est attiré par les brownies préparés par Édith et se percute sur celle-ci pour finir la course, devenir la grande gagnante et remporter le chèque de 100000 dollars | Équipes fusionnées     |
| 1er   | Gontran où Joëlle (selon la version) | Malins rongeurs   | Vainqueur | C'est presque fini !                     | L'odeur des brownies qu'a fait Édith lui a redonné la force de courir comme une fusée vers la ligne d'arrivée, percuter Joëlle et franchir la ligne d'arrivée pour remporter le chèque de 100000 dollars Fin alternative : Il était plus préoccupé par les brownies qu'à fait Édith et se percute sur elle, ce qui laisse profiter Joëlle pour finir la course | Équipes fusionnées     |

### Résultats
| Place | Nom      | Equipe            | Épisode 1 | Épisode 2 | Épisode 3 | Épisode 4 | Épisode 5 | Épisode 6 | Épisode 7 | Épisode 8 | Épisode 9 | Épisode 10 | Épisode 11 | Épisode 12 | Épisode 13 | Épisode 14 | Épisode 15 | Épisode 16 | Épisode 17 | Épisode 18 | Épisode 19 | Épisode 20 | Épisode 21 | Épisode 22 | Épisode 23 | Épisode 24 | Épisode 25 | Épisode 26 |
| ----- | -------- | ----------------- | --------- | --------- | --------- | --------- | --------- | --------- | --------- | --------- | --------- | ---------- | ---------- | ---------- | ---------- | ---------- | ---------- | ---------- | ---------- | ---------- | ---------- | ---------- | ---------- | ---------- | ---------- | ---------- | ---------- | ---------- |
|       |          |                   |           |           |           |           |           |           |           |           |           |            |            |            |            |            |            |            |            |            |            |            |            |            |            |            |            |            |
| 1     | Gontran  | Malins rongeurs   | Sauvé     | Immunisé  | Immunisé  | Sauvé     | Sauvé     | Immunisé  | Immunisé  | Sauvé     | Sauvé     | Sauvé      | Immunisé   | Immunisé   | Immunisé   | Immunisé   | Sauvé      | Nommé      | Sauvé      | Sauvé      | Nommé      | Sauvé      | Sauvé      | Sauvé      | Sauvé      | Nommé      | Immunisé   | Gagnant    |
| 2     | Joëlle   | Malins rongeurs   | Sauvée    | Immunisée | Immunisée | Sauvée    | Sauvée    | Immunisée | Immunisée | Sauvée    | Sauvée    | Sauvée     | Immunisée  | Immunisée  | Immunisée  | Sauvée     | Sauvée     | Sauvée     | Sauvée     | Sauvée     | Immunisé   | Nommée     | Nommée     | Sauvée     | Sauvée     | Immunisée  | Nommée     | Finaliste  |
| 3     | Marilou  | Malins rongeurs   | Sauvée    | Immunisée | Immunisée | Sauvée    | Nommée    | Immunisée | Immunisée | Sauvée    | Nommée    | Nommée     | Immunisée  | Immunisée  | Immunisée  | Sauvée     | Nommée     | Immunisée  | Immunisée  | Immunisée  | Sauvée     | Sauvée     | Sauvée     | Nommée     | Sauvée     | Immunisée  | Éliminée   |            |
| 4     | Hugo     | Carpes de l'enfer | Sauvé     | Sauvé     | Sauvé     | Immunisé  | Immunisé  | Sauvé     | Sauvé     | Immunisé  | Immunisé  | Immunisé   | Sauvé      | Sauvé      | Nommé      | Immunisé   | Sauvé      | Sauvé      | Nommé      | Nommé      | Sauvé      | Sauvé      | Sauvé      | Sauvé      | Sauvé      | Éliminé    |            |            |
| 5     | Leshawna | Malins rongeurs   | Sauvée    | Immunisée | Immunisée | Sauvée    | Sauvée    | Immunisée | Immunisée | Sauvée    | Sauvée    | Sauvée     | Immunisée  | Immunisée  | Immunisée  | Sauvée     | Immunisée  | Sauvée     | Immunisée  | Sauvée     | Sauvée     | Sauvée     | Sauvée     | Éliminée   |            |            |            |            |
| 6     | J.F.     | Carpes de l'enfer | Sauvé     | Sauvé     | Sauvé     | Immunisé  | Immunisé  | Sauvé     | Sauvé     | Immunisé  | Immunisé  | Immunisé   | Sauvé      | Sauvé      | Sauvé      | Immunisé   | Sauvé      | Sauvé      | Sauvé      | Sauvé      | Sauvé      | Sauvé      | Éliminé    |            |            |            |            |            |
| 7     | Édith    | Malins rongeurs   | Sauvée    | Immunisée | Immunisée | Sauvée    | Sauvée    | Immunisée | Immunisée | Éliminée  |           |            |            |            |            |            | Sauvée     | Sauvée     | Sauvée     | Sauvée     | Sauvée     | Éliminée   |            |            |            |            |            |            |
| 8     | DJ       | Carpes de l'enfer | Sauvé     | Sauvé     | Sauvé     | Immunisé  | Immunisé  | Sauvé     | Sauvé     | Immunisé  | Immunisé  | Immunisé   | Sauvé      | Sauvé      | Sauvé      | Immunisé   | Sauvé      | Sauvé      | Sauvé      | Sauvé      | Éliminé    |            |            |            |            |            |            |            |
| 9     | Tania    | Malins rongeurs   | Sauvée    | Immunisée | Immunisée | Nommée    | Sauvée    | Immunisée | Immunisée | Nommée    | Sauvée    | Sauvée     | Immunisée  | Immunisée  | Immunisée  | Sauvée     | Sauvée     | Sauvée     | Sauvée     | Éliminée   |            |            |            |            |            |            |            |            |
| 10    | Brigitte | Carpes de l'enfer | Sauvée    | Sauvée    | Sauvée    | Immunisée | Immunisée | Sauvée    | Sauvée    | Immunisée | Immunisée | Immunisée  | Sauvée     | Sauvée     | Sauvée     | Sauvée     | Sauvée     | Sauvée     | Éliminée   |            |            |            |            |            |            |            |            |            |
| 11    | Loïc     | Malins rongeurs   | Sauvé     | Immunisé  | Immunisé  | Sauvé     | Sauvé     | Immunisé  | Immunisé  | Sauvé     | Sauvé     | Sauvé      | Immunisé   | Immunisé   | Immunisé   | Immunisé   | Sauvé      | Éliminé    |            |            |            |            |            |            |            |            |            |            |
| 12    | Eva      | Carpes de l'enfer | Sauvée    | Sauvée    | Éliminée  |           |           |           |           |           |           |            |            |            |            |            | Éliminée   |            |            |            |            |            |            |            |            |            |            |            |
| 13    | Harold   | Carpes de l'enfer | Sauvé     | Sauvé     | Nommé     | Immunisé  | Immunisé  | Sauvé     | Sauvé     | Immunisé  | Immunisé  | Immunisé   | Nommé      | Nommé      | Éliminé    |            |            |            |            |            |            |            |            |            |            |            |            |            |
| 14    | Audrey   | Carpes de l'enfer | Sauvée    | Nommée    | Sauvée    | Immunisée | Immunisée | Sauvée    | Nommée    | Immunisée | Immunisée | Immunisée  | Sauvée     | Éliminée   |            |            |            |            |            |            |            |            |            |            |            |            |            |            |
| 15    | Sandrine | Carpes de l'enfer | Sauvée    | Sauvée    | Sauvée    | Immunisée | Immunisée | Nommée    | Sauvée    | Immunisée | Immunisée | Immunisée  | Éliminée   |            |            |            |            |            |            |            |            |            |            |            |            |            |            |            |
| 16    | Berthe   | Malins rongeurs   | Sauvée    | Immunisée | Immunisée | Sauvée    | Sauvée    | Immunisée | Immunisée | Sauvée    | Sauvée    | Éliminée   |            |            |            |            |            |            |            |            |            |            |            |            |            |            |            |            |
| 17    | Jordy    | Malins rongeurs   | Sauvé     | Immunisé  | Immunisé  | Sauvé     | Sauvé     | Immunisé  | Immunisé  | Sauvé     | Éliminé   |            |            |            |            |            |            |            |            |            |            |            |            |            |            |            |            |            |
| 18    | Simon    | Carpes de l'enfer | Sauvé     | Sauvé     | Sauvé     | Immunisé  | Immunisé  | Sauvé     | Éliminé   |           |           |            |            |            |            |            |            |            |            |            |            |            |            |            |            |            |            |            |
| 19    | Katrine  | Carpes de l'enfer | Sauvée    | Sauvée    | Sauvée    | Immunisé  | Immunisé  | Éliminée  |           |           |           |            |            |            |            |            |            |            |            |            |            |            |            |            |            |            |            |            |
| 20    | Justin   | Malins rongeurs   | Sauvé     | Immunisé  | Immunisé  | Sauvé     | Éliminé   |           |           |           |           |            |            |            |            |            |            |            |            |            |            |            |            |            |            |            |            |            |
| 21    | Lucas    | Malins rongeurs   | Sauvé     | Immunisé  | Immunisé  | Éliminé   |           |           |           |           |           |            |            |            |            |            |            |            |            |            |            |            |            |            |            |            |            |            |
| 22    | Ézékiel  | Carpes de l'enfer | Sauvé     | Éliminé   |           |           |           |           |           |           |           |            |            |            |            |            |            |            |            |            |            |            |            |            |            |            |            |            |

Légende
Immunisé : Ce candidat est immunisé.
Sauvé : Ce candidat est sauvé de l'élimination.
Nommé : Ce candidat est le dernier à être sauvé.
Éliminé : Ce candidat est éliminé.

### Bilan par épisode
Lorsqu'une équipe remporte l'épreuve d'immunité, ce sont les candidats de l'équipe adverse qui risquent l'élimination au conseil.
| Épisode     | Diffusion         | Épreuves            |            | Conseil | Conseil |
| Épisode     | Diffusion         | Immunité            | Éliminé(s) | Votes   |         |
| ----------- | ----------------- | ------------------- | ---------- | ------- | ------- |
| 1er épisode | 8 juillet 2007    | Malins rongeurs     | Ézékiel    | 7-4     |         |
| 2e épisode  | 8 juillet 2007    | Malins rongeurs     | Ézékiel    | 7-4     |         |
| 3e épisode  | 15 juillet 2007   | Malins rongeurs     | Éva        | 9-1     |         |
| 4e épisode  | 22 juillet 2007   | Carpes de l'enfer   | Lucas      | 10-1    |         |
| 5e épisode  | 29 juillet 2007   | Carpes de l'enfer   | Justin     | 5-4-1   |         |
| 6e épisode  | 5 août 2007       | Malins rongeurs     | Katrine    | 5-2-2   |         |
| 7e épisode  | 12 août 2007      | Malins rongeurs     | Simon      | 4-2-2   |         |
| 8e épisode  | 19 août 2007      | Carpes de l'enfer   | Édith      | /       |         |
| 9e épisode  | 26 août 2007      | Carpes de l'enfer   | Jordy      | 4-2-2   |         |
| 10e épisode | 2 septembre 2007  | Carpes de l'enfer   | Berthe     | 6-1     |         |
| 11e épisode | 9 septembre 2007  | Malins rongeurs     | Sandrine   | 6-1     |         |
| 12e épisode | 16 septembre 2007 | Malins rongeurs     | Audrey     | 5-1     |         |
| 13e épisode | 23 septembre 2007 | Malins rongeurs     | Harold     | 4-1     |         |
| 15e épisode | 7 octobre 2007    | Leshawna            | Éva        | 10-2    |         |
| 16e épisode | 14 octobre 2007   | Marilou             | Loïc       | 9-2     |         |
| 17e épisode | 21 octobre 2007   | Marilou et Leshawna | Brigitte   | 4-3-2-1 |         |
| 18e épisode | 28 octobre 2007   | Marilou             | Tania      | /       |         |
| 19e épisode | 4 novembre 2007   | Joëlle              | DJ         | /       |         |
| 20e épisode | 11 novembre 2007  | /                   | Édith      | 5-2     |         |
| 21e épisode | 18 novembre 2007  | /                   | J.F.       | 3-2-1   |         |
| 22e épisode | 25 novembre 2007  | /                   | Leshawna   | /       |         |
| 24e épisode | 9 décembre 2007   | Joëlle et Marilou   | Hugo       | 3-1     |         |
| 25e épisode | 16 décembre 2007  | Joëlle et Gontran   | Marilou    | /       |         |
| FINALE      | FINALE            | FINALE              | GAGNANT    | GAGNANT |         |
| 26e épisode | 4 janvier 2008    | Joëlle              | Gontran    | Gontran |         |

### Détails des votes
|            | Équipes initiales | Équipes initiales | Équipes initiales | Équipes initiales | Équipes initiales | Équipes initiales | Équipes initiales | Équipes initiales | Équipes initiales | Équipes initiales | Équipes initiales | Équipes initiales | Équipes initiales | Équipes initiales | Équipe réunifiée | Équipe réunifiée | Équipe réunifiée | Équipe réunifiée | Équipe réunifiée | Équipe réunifiée | Équipe réunifiée | Équipe réunifiée | Équipe réunifiée | Équipe réunifiée | Équipe réunifiée | Équipe réunifiée |
| ---------- | ----------------- | ----------------- | ----------------- | ----------------- | ----------------- | ----------------- | ----------------- | ----------------- | ----------------- | ----------------- | ----------------- | ----------------- | ----------------- | ----------------- | ---------------- | ---------------- | ---------------- | ---------------- | ---------------- | ---------------- | ---------------- | ---------------- | ---------------- | ---------------- | ---------------- | ---------------- |
| ► Épisode  | 1                 | 2                 | 3                 | 4                 | 5                 | 6                 | 7                 | 8                 | 9                 | 10                | 11                | 12                | 13                | 14                | 15               | 16               | 17               | 18               | 19               | 20               | 21               | 22               | 23               | 24               | 25               | 26               |
| Equipe     |                   | Carpes de l'enfer | Carpes de l'enfer | Malins rongeurs   | Malins rongeurs   | Carpes de l'enfer | Carpes de l'enfer | Malins rongeurs   | Malins rongeurs   | Malins rongeurs   | Carpes de l'enfer | Carpes de l'enfer | Carpes de l'enfer |                   |                  |                  |                  |                  |                  |                  |                  |                  |                  |                  |                  |                  |
| ► Éliminé  |                   | Ézékiel           | Eva               | Lucas             | Justin            | Katrine           | Simon             | Édith             | Jordy             | Berthe            | Sandrine          | Audrey            | Harold            |                   | Eva              | Loïc             | Brigitte         | Tania            | DJ               | Édith            | J.F.             | Leshawna         |                  | Hugo             | Marilou          | Joëlle           |
| ► Votes    | 7/11              | 9/10              | 10/11             | 5/10              | 5/9               | 4/8               | 0                 | 4/8               | 6/7               | 6/7               | 1/1               | 4/5               | 10/12             | 9/11              | 4/10             | 0                | 0                | 5/7              | 3/6              | 9/9              | 3/4              | 0                | 0                |                  |                  |                  |
| ▼Candidats | Votes             | Votes             | Votes             | Votes             | Votes             | Votes             | Votes             | Votes             | Votes             | Votes             | Votes             | Votes             | Votes             | Votes             | Votes            | Votes            | Votes            | Votes            | Votes            | Votes            | Votes            | Votes            | Votes            | Votes            | Votes            | Votes            |
| Gontran    |                   |                   |                   | Lucas             | Justin            |                   |                   |                   | Jordy             | Berthe            |                   |                   |                   |                   | Eva              | Loïc             | Brigitte         |                  |                  | Joëlle           | J,F.             |                  |                  | Hugo             |                  | Gagnant          |
| Joëlle     |                   |                   |                   | Lucas             | Marilou           |                   |                   |                   | Jordy             | Berthe            |                   |                   |                   |                   | Eva              | Gontran          | Hugo             |                  |                  | Édith            | Hugo             |                  |                  | Hugo             |                  | Deuxième         |
| Marilou    |                   |                   |                   | Lucas             | Justin            |                   |                   |                   | Berthe            | Berthe            |                   |                   |                   |                   | Eva              | Loïc             | Gontran          |                  |                  | Édith            | J.F.             |                  |                  | Hugo             |                  |                  |
| Hugo       |                   | Ézékiel           | Eva               |                   |                   | Katrine           | Simon             |                   |                   |                   | Sandrine          | Harold            | Harold            |                   | Marilou          | Loïc             | Brigitte         |                  |                  | Édith            | J.F.             |                  |                  | Gontran          |                  |                  |
| Leshawna   |                   |                   |                   | Lucas             | Marilou           |                   |                   |                   | Jordy             | Berthe            |                   |                   |                   |                   | Eva              | Loïc             | Hugo             |                  |                  | Édith            | Marilou          |                  |                  |                  |                  |                  |
| J.F.       |                   | Ézékiel           | Eva               |                   |                   | Katrine           | Simon             |                   |                   |                   | Sandrine          | Harold            | Harold            |                   | Eva              | Loïc             | Marilou          |                  |                  | Édith            | Hugo             |                  |                  |                  |                  |                  |
| Édith      |                   |                   |                   | Lucas             | Justin            |                   |                   |                   |                   |                   |                   |                   |                   |                   | Eva              | Loïc             | Brigitte         |                  |                  | Joëlle           |                  | Leshawna         |                  |                  |                  |                  |
| DJ         |                   | Audrey            | Eva               |                   |                   | Sandrine          | Audrey            |                   |                   |                   | Sandrine          | Harold            | Harold            |                   | Eva              | Loïc             | Brigitte         |                  |                  |                  |                  |                  |                  |                  |                  |                  |
| Tania      |                   |                   |                   | Lucas             | Justin            |                   |                   |                   | Berthe            | Berthe            |                   |                   |                   |                   | Eva              | Loïc             | Gontran          |                  |                  |                  |                  | LeshawnaX2       |                  |                  |                  |                  |
| Brigitte   |                   | Ézékiel           | Eva               |                   |                   | Katrine           | Simon             |                   |                   |                   | Sandrine          | Harold            | Harold            |                   | Eva              | Loïc             | Hugo             |                  |                  |                  |                  |                  |                  |                  |                  |                  |
| Loïc       |                   |                   |                   | Lucas             | Marilou           |                   |                   |                   | Jordy             | Berthe            |                   |                   |                   |                   | Eva              | Gontran          |                  |                  |                  |                  |                  | Leshawna         |                  |                  |                  |                  |
| Eva        |                   | Ézékiel           | Harold            |                   |                   |                   |                   |                   |                   |                   |                   |                   |                   |                   | Marilou          |                  |                  |                  |                  |                  |                  |                  |                  |                  |                  |                  |
| Harold     |                   | Audrey            | Eva               |                   |                   | Katrine           | Audrey            |                   |                   |                   | Sandrine          | Audrey            | Hugo              |                   |                  |                  |                  |                  |                  |                  |                  |                  |                  |                  |                  |                  |
| Audrey     |                   | Ézékiel           | Eva               |                   |                   | Sandrine          | Simon             |                   |                   |                   | Sandrine          | Harold            |                   |                   |                  |                  |                  |                  |                  |                  |                  | Leshawna         |                  |                  |                  |                  |
| Sandrine   |                   | Ézékiel           | Eva               |                   |                   | Simon             | Brigitte          |                   |                   |                   | Harold            |                   |                   |                   |                  |                  |                  |                  |                  |                  |                  | Leshawna         |                  |                  |                  |                  |
| Berthe     |                   |                   |                   | Lucas             | Justin            |                   |                   |                   | Marilou           | Marilou           |                   |                   |                   |                   |                  |                  |                  |                  |                  |                  |                  |                  |                  |                  |                  |                  |
| Jordy      |                   |                   |                   | Lucas             | Loïc              |                   |                   |                   | Marilou           |                   |                   |                   |                   |                   |                  |                  |                  |                  |                  |                  |                  |                  |                  |                  |                  |                  |
| Simon      |                   | Audrey            | Eva               |                   |                   | Katrine           | Brigitte          |                   |                   |                   |                   |                   |                   |                   |                  |                  |                  |                  |                  |                  |                  |                  |                  |                  |                  |                  |
| Katrine    |                   | Ézékiel           | Eva               |                   |                   | Simon             |                   |                   |                   |                   |                   |                   |                   |                   |                  |                  |                  |                  |                  |                  |                  | Leshawna         |                  |                  |                  |                  |
| Justin     |                   |                   |                   | Lucas             | Marilou           |                   |                   |                   |                   |                   |                   |                   |                   |                   |                  |                  |                  |                  |                  |                  |                  |                  |                  |                  |                  |                  |
| Lucas      |                   |                   |                   | Tania             |                   |                   |                   |                   |                   |                   |                   |                   |                   |                   |                  |                  |                  |                  |                  |                  |                  |                  |                  |                  |                  |                  |
| Ézékiel    |                   | Audrey            |                   |                   |                   |                   |                   |                   |                   |                   |                   |                   |                   |                   |                  |                  |                  |                  |                  |                  |                  |                  |                  |                  |                  |                  |
| Perroquet  |                   |                   |                   |                   |                   |                   |                   |                   |                   |                   |                   |                   |                   |                   |                  |                  |                  |                  |                  |                  |                  | LeshawnaX2       |                  |                  |                  |                  |